# Tony Curran
Tony Curran (Glasgow, 13 de dezembro de 1969) é um ator escocês, que ganhou destaque aparecendo em Underworld: Evolution, Doutor Who, Roots e o épico histórico da Netflix, Outlaw King. Ele também atuou no filme do Universo Cinematográfico da Marvel, Thor: The Dark World (2013) como Bor e na segunda temporada de Daredevil (2016) como Finn Cooley. No final de 2022, Curran estrelou no drama da BBC, Mayflies e em 2024 estrelou a minissérie da Sky Atlantic, Mary & George, como Jaime VI & I, Rei da Escócia e Inglaterra.

## Infância e educação
Curran nasceu em Glasgow e formou-se na Royal Scottish Academy of Music and Drama.

## Carreira
Curran apareceu primeiramente na série de televisão da BBC This Life. Desde então, ele apareceu em vários papéis importantes no cinema e na televisão, incluindo Rodney Skinner (O Homem Invisível), um personagem original de The League of Extraordinary Gentlemen. Para retratar o Homem Invisível, ele vestiu um traje especial que o transformou em uma tela azul ambulante. (De acordo com seu comentário no DVD, ele parecia um "smurf sob efeito de LSD".) Ele também desempenhou papéis de vampiro em Blade II de Guillermo del Toro, como Priest, e em Underworld: Evolution como Markus. Em 2006, ele apareceu no filme sem classificação Red Road.
Curran desempenhou o papel de Datak Tarr na série da Syfy, <i id="mwPw">Defiance,</i> e em 2014, co-estrelou com Diana Vickers no filme de suspense Awaiting. Em 2016, Curran assinou contrato para interpretar 'Callum' na nova série original da E4/Netflix, Crazyhead.
Curran interpretou Vincent van Gogh na série de televisão de ficção científica Doctor Who. O episódio, escrito por Richard Curtis, foi classificado pela Screen Rant como o melhor da época de Matt Smith como Doutor. A cena em que Curran interpreta Van Gogh, levado ao futuro para ver seu trabalho em um museu moderno, foi descrita como uma das mais emocionantes de toda a série.  Curran também fez uma aparição no episódio "The Pandorica Opens" de Doctor Who.
Em 2002, Curran interpretou o sargento Pete Twamley na série Ultimate Force da ITV, que foi transmitida em mais de 100 países. Curran mais tarde trabalhou na 8ª temporada de The Flash, onde retratou Despero em sua forma humana e o dublou em sua verdadeira forma alienígena, começando no episódio de cinco partes "Armageddon". Ele estrelou o filme Outlaw King de 2018, ao lado de Chris Pine, Aaron Taylor-Johnson e Florence Pugh.
Sua atuação principal no comovente drama da BBC de 2022, Mayflies, foi descrita pelo The Guardian como "devastadora". Em 2023, ele se juntou ao Universo Cinematográfico Marvel, interpretando um infiltrado Skrull que havia assumido a identidade de Derrik Weatherby, "C" do Serviço Secreto Britânico de Inteligência (também conhecido como MI6) na série Invasão Secreta.

## Vida pessoal
Em 2012, casou-se com Mai Nguyen; o casal tem uma filha. Curran fez campanha para instituições de caridade e foi nomeado embaixador oficial da Celtic FC Foundation.

## Prêmios
- Prêmio Nacional do Notícias Noturnas — para o papel de Diabo na produção teatral The Soldier's Tale
- Melhor Ator no British Independent Film Awards de 2006 por seu papel em Red Road, de Andrea Arnold.
- BAFTA Escócia 2006 - Melhor ator

## Filmografia

### Filmes
| Ano  | Título                                              | Papel                              | Notas               |
| ---- | --------------------------------------------------- | ---------------------------------- | ------------------- |
| 1993 | Being Human                                         | Raider                             |                     |
| 1994 | Shallow Grave                                       | Agente Viajante                    |                     |
| 1994 | Captives                                            | Spider                             |                     |
| 1995 | Go Now                                              | Chris Cameron                      |                     |
| 1999 | The Magical Legend of the Leprechauns               | Sean Devine                        |                     |
| 1999 | The 13th Warrior                                    | Weather, o Músico                  |                     |
| 2000 | Gladiator                                           | Assassino Nº 1                     |                     |
| 2001 | Pearl Harbor                                        | Ian                                |                     |
| 2002 | Blade II                                            | Priest                             |                     |
| 2003 | The League of Extraordinary Gentlemen               | Rodney Skinner (O Homem Invisível) |                     |
| 2004 | Flight of the Phoenix                               | Rodney                             |                     |
| 2005 | Beowulf & Grendel                                   | Hondscioh                          |                     |
| 2006 | Underworld: Evolution                               | Markus Corvinus                    |                     |
| 2006 | Red Road                                            | Clyde Henderson                    |                     |
| 2006 | Miami Vice                                          | Irmão de Aryan                     | Como Anthony Curran |
| 2006 | The Good German                                     | Danny                              |                     |
| 2007 | Trust Me                                            | Miles Loncrain                     |                     |
| 2008 | Shuttle                                             | Motorista                          |                     |
| 2008 | The Midnight Meat Train                             | Motorista                          |                     |
| 2008 | The Lazarus Project                                 | William Reeds                      |                     |
| 2009 | A Day in the Life                                   | Dr. Reynolds                       |                     |
| 2009 | Ondine                                              | Alex                               |                     |
| 2009 | Corrado                                             | Oficial Tony                       |                     |
| 2010 | The Presence                                        | O Homem de Preto                   |                     |
| 2010 | Golf in the Kingdom                                 | Adam Green                         |                     |
| 2011 | The Adventures of Tintin: The Secret of the Unicorn | Tenente Delcourt                   |                     |
| 2011 | Big Mommas: Like Father, Like Son                   | Chirkoff                           |                     |
| 2011 | Cat Run                                             | Sean Moody                         |                     |
| 2011 | The Veteran                                         | Chris Turner                       |                     |
| 2011 | Two-Legged Rat Bastards                             | Desoto                             | Cuta-metragem       |
| 2011 | Crossmaglen                                         | Dermot McGarvey                    |                     |
| 2011 | The Last Best Place                                 | Fletcher                           |                     |
| 2011 | X-Men: First Class                                  | Homem no Black Agent               |                     |
| 2012 | In the Dark Half                                    | Filthy                             |                     |
| 2013 | Mary Queen of Scots                                 | Knox                               |                     |
| 2013 | Thor: The Dark World                                | Bor                                | Não creditado       |
| 2014 | Postman Pat: The Movie                              | Paparazzi 2 (voz)                  |                     |
| 2014 | The Seventeenth Kind                                | James                              | Curta-metragem      |
| 2015 | Awaiting                                            | Morris                             |                     |
| 2016 | Race                                                | Lawson Robertson                   |                     |
| 2018 | Calibre                                             | Logan                              |                     |
| 2018 | Outlaw King                                         | Angus Macdonald                    |                     |

### Televisão
| Ano       | Título                                | Papel                             | Notas                                                       |
| --------- | ------------------------------------- | --------------------------------- | ----------------------------------------------------------- |
| 1986–1987 | Dramarama                             | Archie Campbell / Jason           | 2 episódios                                                 |
| 1992      | Strathblair                           | Ian                               | Episódio #2.6                                               |
| 1994      | The Tales of Para Handy               | Marinheiro no Pub / Donald        | 2 episódios                                                 |
| 1994      | Rab C. Nesbitt                        | Policial Jovem                    | Episódio: "Mother"                                          |
| 1995      | Soldier Soldier                       | Sargento Ian Kelly                | Episódio: "Leaving"                                         |
| 1995      | Screen Two                            | David                             | Episódio: "Nervous Energy"                                  |
| 1996      | Grange Hill                           | Policial #2                       | Episódio #19.16                                             |
| 1996      | Atletico Partick                      | Dr. Maitland                      | 3 episodes                                                  |
| 1997      | Taggart                               | Ian Jardine                       | Episódio: "Apocalypse Part One"                             |
| 1997      | The Bill                              | D.C. Dave McGovern                | Episódio: "Professional Opinion"                            |
| 1997      | A Touch of Frost                      | Craig Hudson                      | Episódio: "Penny for the Guy"                               |
| 1997      | This Life                             | Lenny                             | 7 episódios                                                 |
| 1998      | Touching Evil                         | Emerson                           | Episódios: "Scalping Part 1 & 2"                            |
| 1998      | Undercover Heart                      | Jimmy Hatcher                     | 5 episódios                                                 |
| 1999      | Great Expectations                    | Orlick                            | Filme para televisão                                        |
| 1999      | Split Second                          | Ronnie Baxter                     | Filme para televisão                                        |
| 1999      | The Magical Legend of the Leprechauns | Sean Devine                       | 2 episódios                                                 |
| 2000      | Perfect World                         | Spencer                           | Episódio: "Charity"                                         |
| 2001      | The Mists of Avalon                   | Capitão de Uther                  | 2 episódios                                                 |
| 2002      | Menace                                | Sargento Skinner                  | 2 episódios                                                 |
| 2002–2003 | Ultimate Force                        | Sargento Pete Twamley             | 12 episódios                                                |
| 2005      | Night Stalker                         | Damon Caylor                      | Episódio: "The Five People You Meet in Hell"                |
| 2007      | A.M.P.E.D.                            | Mark Jacocks                      | Filme para televisão                                        |
| 2008      | Gemini Division                       | Walken                            | 5 episódios                                                 |
| 2008      | Numb3rs                               | Victor Tooner                     | Episódio: "Frienemies"                                      |
| 2009      | Medium                                | Lucas Harvey                      | Episódios: "The Devil Inside Part 1 & 2"                    |
| 2009      | Primeval                              | Sir William de Mornay             | Episódio #3.7                                               |
| 2010      | 24                                    | Lugo Elson                        | 3 episódios                                                 |
| 2010      | The Mentalist                         | Agente da C.D.C.A, Dean Harken    | Episódio: "Code Red"                                        |
| 2010      | Doctor Who                            | Vincent van Gogh                  | Episódios: "Vincent and the Doctor" e "The Pandorica Opens" |
| 2010      | Pillars of the Earth                  | Rei Estêvão da Inglaterra         | 8 episódios                                                 |
| 2011      | CSI: Crime Scene Investigation        | Dr. Tyrell Neth                   | Episódio: "Unleashed"                                       |
| 2011      | The Hunt for Tony Blair               | Robin Cook                        | Filme para televisão                                        |
| 2011      | Boardwalk Empire                      | Eaominn Rohan                     | Episódio: "Peg of Old"                                      |
| 2011      | Hawaii Five-0                         | John O'Toole                      | Episódio: "Ike Maka"                                        |
| 2011      | Covert Affairs                        | "Janitor" Kenneth Martin do MI6   | Episódio: "What's the Frequency, Kenneth?"                  |
| 2011      | Luck                                  | Assistente de Steward             | Episódio: "Pilot"                                           |
| 2011      | Young James Herriot                   | Prof. Donald Richie               | 3 episódios                                                 |
| 2012      | Labyrinth                             | Guy d'Évreux                      | 2 episódios                                                 |
| 2013–2015 | Defiance                              | Datak Tarr / Pai de Datak Tarr    | 36 episódios                                                |
| 2014      | Sons of Anarchy                       | Gaines                            | 3 episódios                                                 |
| 2014      | Marvellous                            | Lou Macari                        | Filme para televisão                                        |
| 2016      | Daredevil                             | Finn Cooley                       | Episódio: "Penny and Dime"                                  |
| 2016      | Elementary                            | Joshua Vikner                     | 2 episódios                                                 |
| 2016      | Roots                                 | Connelly                          | 2 episódios                                                 |
| 2016      | Crazyhead                             | Callum                            | 6 episódios                                                 |
| 2017–2018 | Voltron: Legendary Defender           | Comandante Throk / vários (vozes) | 5 episódios                                                 |
| 2018      | The Looming Tower                     | Inspetor Barry James              | 2 episódios                                                 |
| 2018–2019 | Ray Donovan                           | Michael "Red" Radulovic           | 7 episódios                                                 |
| 2019      | SEAL Team                             | Brett "Swanny" Swann              | 5 episódios                                                 |
| 2019      | Deadwood: The Movie                   | James Smith                       | Filme para televisão                                        |
| 2020–2023 | Your Honor                            | Frankie                           | 15 episódios                                                |
| 2021      | The Flash                             | Despero                           | 5 episódios                                                 |
| 2021      | Summer Camp Island                    | Ryan (voz)                        | Episódio: "The Babies Chapter 2: Teacup Giant"              |
| 2022      | For All Mankind                       | Clarke Halladay                   | Episódio: "Happy Valley"                                    |
| 2022      | The Calling                           | John Wentworth                    | 6 episódios                                                 |
| 2022      | Mayflies                              | Tully                             | Duas parte                                                  |
| 2023      | Secret Invasion                       | Derrik Weatherby                  | 2 episódios                                                 |
| 2024      | Mary & George                         | Rei James VI & I                  | 7 episódios                                                 |
| TBA       | Rhona Who Lives by the River          | Narrador                          | Série futura                                                |
| TBA       | Lockerbie                             |                                   | Filmando                                                    |
| TBA       | Outlander: Blood of My Blood          | Lorde Lovat                       | Em produção                                                 |

### Jogos de vídeo
| Ano  | Título                          | Papel                           | Notas |
| ---- | ------------------------------- | ------------------------------- | ----- |
| 2011 | Call of Duty: Guerra Moderna 3  | MacMillan / Placa de base, Yuri |       |
| 2012 | Counter-Strike: Ofensiva Global | Vozes de soldados SAS           |       |